# Chiesa di San Donato (Piampaludo)
La chiesa di San Donato è un luogo di culto cattolico situato nella frazione di Piampaludo, in via Chiesa, nel comune di Sassello in provincia di Savona. La chiesa è sede della parrocchia omonima della diocesi di Acqui.

## Storia e descrizione

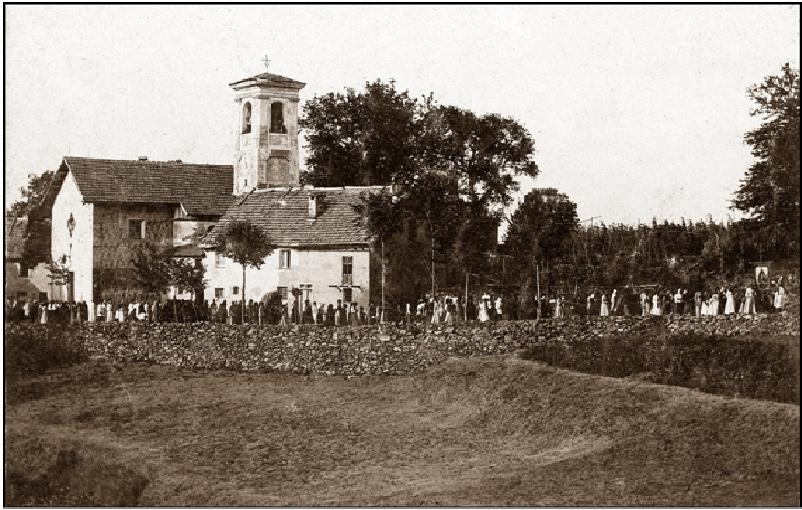
La chiesa ai primi del Novecento

Si presume che la chiesa risalga almeno al XVI secolo, anche se la prima citazione risale al 1606 e riguarda la nomina del cappellano Giovanni Buschiazzo. Tale cappellano pare si recasse a Piampaludo una sola volta al mese, è infatti da un atto del 1696 che si apprende che per la prima volta si stabilì di dare una rendita ad un prete il quale celebrasse in tutti i giorni festivi.
Dal 1734 venne concesso di seppellire i morti in chiesa, mentre prima dovevano essere portati fino alla chiesa di san Giovanni Battista in Sassello. Piampaludo infatti ottenne di essere eretta a parrocchia autonoma solo nel 1841.
La chiesa è a navata unica ed è lunga circa 20 metri, il campanile, dotato di 4 campane, misura 12 metri di altezza. La facciata fu realizzata nel 1891 e riparata nel 1929. Il pavimento fu realizzato solo nel 1906 e coperto di piastrelle di cotto nel 1993, mentre le decorazioni alle pareti risalgono al 1940.

## Altri edifici religiosi
Rientrano nel territorio della parrocchia i seguenti edifici dedicati al culto:
- Cappella di Nostra Signora della Guardia, in località Dano, (strada per Vara Inferiore frazione di Urbe), risale al 1856.
- Cappella di San Bernardo, in località Cascinazza).
- Cappella di Nostra Signora della Misericordia, in località Roscina, risale al 1800.
- Cappella di Mièra, in località Mièra, risale al 1881.
- Santuario Nostra Signora Regina Pacis (Monte Beigua Vetta 1287 m s.l.m.)
- Croce del Beigua (Monte Beigua, Bric Veciri 1263 m s.l.m.)